# 鈴木三樹三郎
鈴木三樹三郎（すずき みきさぶろう、天保8年7月15日（1837年8月15日） - 大正8年（1919年）7月11日）、新選組九番隊組長。是伊東甲子太郎（鈴木大藏）親弟弟。劍術是修練北辰一刀流。後御陵衛士、軍務局軍曹、酒田警察署長、福島縣二等屬、福島縣學務課長等。常陸國志築藩出身。

## 道場
年輕的時候相當的喜歡喝酒，雖然做了別人家的繼子，不過因為本身素質問題，結果被斷絕了繼子關係。此後自報姓名為三木荒次郎。 脫藩以後，在江戶深川哥哥伊東甲子太郎的道場學習。

## 新選組
元治元年10月，近藤勇成立新選組之後，由於藤堂平助的中介與哥哥伊東甲子太郎加盟後之推薦，於是加入了新選組。 新選組時代通稱三木三郎或三木和泉。
於慶應元年組成了九番隊當上了隊長。劍術不太精巧，不過口才了得，絕不遜色於哥哥，並且很有膽色。性格非常謹慎認真。

## 御陵衛士
慶應3年3月20日哥哥甲子太郎從新選組分離，組成了御陵衛士(高臺寺黨)，然後三樹三郎也跟隨了。同年11月18日，甲子太郎被新選組暗殺。三樹三郎跑去收拾同志們的遺體時，被埋伏的新選組攻擊，於是逃往薩摩藩邸保護。(油小路事件)
一個月後12月18日，御陵衛士的餘黨在伏見黑染週邊襲擊近藤勇。戰鬥中右肩受到了槍傷。不過，三樹三郎是否有參與伏擊並無實質理據。

## 鳥羽伏見戰事
慶應4年1月3日在鳥羽·伏見於薩摩藩的中村半次郎（桐野利秋）指揮下蠢蠢欲動，與伏見奉行土方歲三所指揮的新選組戰鬥了。其後與討伐幕府的東征軍先鋒隊會合。這個東征軍從1月10日開始改名為赤報隊，成為2番隊的隊長，可是在同年2月解散了，被認為是假官軍而受到困禁一段時間。
於政府軍招募第七隊隊員時加入了。同年六月擔任軍務局中士之職。

## 明治時期
明治2年7月擔任了彈正台少巡查。廢藩置縣後，把名字改為忠良，明治12年被任命為鶴岡警察署長，在明治14年的天皇出巡中擔任指揮。此後從事司法、警察的工作，於明治18年1月任職福島縣二等屬(最後的官職)。
退休後在現今的茨城縣石岡市渡過餘生。於大正8年7月11日衰老死去。享壽83。

## 墓所
埋葬在茨城縣石岡市的東耀寺。